# Nyamok
Nyamok is een bestuurslaag in het regentschap Pekalongan van de provincie Midden-Java, Indonesië. Nyamok telt 3102 inwoners (volkstelling 2010).